# Operace Tetřev
Operace Tetřev (německy Auerhuhn) byla největší protipartyzánská operace na území Protektorátu za celé období druhé světové války a byla iniciovaná státním ministrem pro Čechy a Moravu K. H. Frankem a jím osobně vyžádána u Adolfa Hitlera. Proběhla zejména v oblasti Západních Beskyd ve dnech 16.–22. listopadu 1944 a jejím hlavním cílem byla likvidace partyzánských skupin na území východní Moravy, zejména Valašska.

## Celková situace
Po vypuknutí Slovenského národního povstání a přiblížení fronty vzrostla v prostoru Protektorátu Čechy a Morava partyzánská činnost. Beskydy se zejména z politických a vhodných geografických důvodů staly významným partyzánským centrem na území východní Moravy. Do prostoru Beskyd pronikali jak partyzáni ze Slovenska, tak zde byly vysazovány výsadky s cílem vytvářet partyzánské jednotky, které měly zejména narušovat infrastrukturu německého týlu a jednak předávat Spojencům důležité zpravodajské informace. Tyto skupiny se musely opírat především o podporu místního obyvatelstva, která přetrvávala i přes teror německých bezpečnostních orgánů. K největším a z hlediska Němců nejnebezpečnějším patřil partyzánský oddíl Jana Žižky, tvořený primárně československými a sovětským desantem vyslaným z Ukrajiny . Od konce září oddíl Jana Ušiaka prováděl průzkum pohraničí v oblasti Velkých a Malých Karlovic. Dne 15. října vyhlásil K.H. Frank v moravsko-slovenském pohraničí stanné právo a hlavní partyzánský oddíl se rozdělil na menší skupiny na území hostýnsko-vsetínské hornatiny, vizovických vrchů, Bílých Karpat a Moravsko-slezských Beskyd.[zdroj?]

## Plánování
Naplánováním celé operace pověřil K. H. Frank policejního plukovníka policie SS – Standarterführera Georga Attenbergera, přičemž si Frank nad celou akcí podržel dohled. Jako prostor operace byl určen horský okruh v prostoru Frenštát pod Radhoštěm – Čeladná – Rožnov pod Radhoštěm. Celá akce byla naplánována jako kotlová operace kdy byl prostor rozdělen na devět dílů, přičemž jednotlivé díly měly být postupně neprostupně uzavřeny a důkladně pěším vojskem pročesány. Samotnou uzávěru cest a chodníků měly provést policejní jednotky, prohledávání prostoru v terénu měla zajistit pěší divize.[zdroj?]

## Sestava německých sil
Na operaci se podíleli zejména příslušníci záloh wehrmachtu – 540. divize granátníků gen. Windecka (asi 12 000 vojáků), dále 3 roty SS Haupt. Gernera povolané ze Slovenska, operační jednotky bezpečnostní policie (SiPo) ZbV (kommanda). Neprodyšné uzávěry přístupových cest a chodníků měly provést a zajistit zejména operační jednotky pořádkové policie (Schutzpolizei) Ruhsam a Burger, které čítaly asi 700 mužů a také příslušníci pořádkové policie (Schutzpolizei). Mimo to také pomáhalo několik příslušníků gestapa, včetně strážníků místních obvodních četnických stanic.[zdroj?]
Jednotky ZbV oddíly ke zvláštnímu použití ( Zur besonderen Verwendung )
- ZbV Kommando 1 (velitel SS-Obersturmbannführer Müller sídlil ve Zlíně) opěrný bod (pobočka) z Velkých Karlovic ( Obst.Heinecke) a ze Starých Hamrů (Unst. Meier)
- ZbV Kommando 9 (velitel SS-Obersturmführer Hoffmann) z Rožnova a Horní Bečvy
- ZbV Kommando 24 (velitel SS-Obersturmbannführer Eube) z Rožnova (možná i pobočka ze Šumperku)

Operačním jednotkám ZbV velel SS-Obersturmbannführer Müller, který sídlil ve Zlíně. Celkem se jednalo o asi 320 speciálně vycvičených a vyzbrojených příslušníků jednotek SS proti partyzánům. Dále bylo využito 39 psovodů příslušníků pohraniční a finanční stráže (Jagdkommanda).[zdroj?]

## Průběh operace
Již před začátkem operace se partyzánským jednotkám z prostoru operace podařilo uniknout; nejprve odešli příslušníci Wolframu (jednalo se o náhodu, o operaci nic nevěděli), následně se na Slovensko přesunul Niščimenkův zpravodajský oddíl (přípravu operace provázel velký pohyb vojska, což partyzánům neušlo). Oddíl Jana Žižky se po rozbití svého štábu rozptýlil a částečně přesunul do Hostýnských vrchů.[zdroj?]
Samotná operace započala 16. listopadu 1944, kdy vojenské jednotky zaujaly pozice na linii obklíčení. Díky zpoždění transportních vlaků se ale část jednotek na své pozice dostala se zpožděním. Navíc průběh operace provázely další dílčí problémy. Předně se velitelé gen. Windeck a plk. Attenerger neshodli na praktické realizaci operace a to provádět nejdříve prohlídky hustě obydlených sektorů, jak navrhoval Attenberger. Windeck prováděl operaci od neobydlených vyšších horských pásem, což mělo za následek problémy pro uzavírací oddíly. Operaci navíc provázelo špatné počasí; sněhová vánice oslabovala často nechráněné příslušníky oddílů a oslabovala jejich pozornost. Samotná uzávěra nebyla díky velkým vzdálenostem hermetická a partyzánům se dařilo pronikat.[zdroj?]
Policejní oddíly každý den prohledávaly dva sektory. V oblasti bylo vyhlášeno stanné právo se zákazem vycházení (mezi 16.00 až 6.30) a chůzí mimo vyznačené trasy. Za porušení těchto zákazů mohlo následovat zastřelení. K prvnímu střetu s partyzány došlo 17. listopadu na Horní Bečvě osadě Lhotská pod Kladnatou, kdy došlo k boji mezi partyzánským oddílem npor. Pankjevičem a Zacharina. Partyzáni ztratili 5 mužů, Němci šest, část partyzánů se z obklíčení probila. Ke druhé srážce došlo nad Prostřední Bečvou, kde byla obklíčena skupina 4 partyzánů (3 muži a 1 žena). Jeden partyzán padl, dva byli zajati a žena uprchla. Dále potom policejní jednotka zastřelila dva partyzány z oddílu kpt. V. G. Ševcova – Grekovského. Mimo tyto střety došlo k několika falešným poplachům (z důvodu špatné komunikace mezi policií a vojáky došlo k palbě vojáků na policejní jednotky a jednou omylem ostřelovali trojici dětí).[zdroj?]

## Ztráty
Na straně partyzánů bylo 8 padlých a 4 zajatí, německé jednotky ztratily 8 mužů, zraněni byli 4 muži (3 v boji, 1 při nehodě). Z civilního obyvatelstva byl 1 člověk zastřelen, 1 zraněn. Zatčeno bylo mezi 13 až 40 civilisty, vesměs se jednalo o osoby podezřelé ze spolupráce s partyzány či osoby uprchlé z pracovního nasazení v Říši.[zdroj?]

## Hodnocení operace
Výsledek operace byl i z hlediska Němců rozporuplný až negativní. SS-Obersturmbannführer Müller sice konstatoval, že ... 8 dní, které uplynuly po akci, není zjištěna v prostoru žádná činnost band. Potud tedy působilo toto velké nasazení pozitivně... Zároveň ale konstatuje, že ...výsledek velkoakce není úměrný operaci... a ... nebyl však dotčen obvod činnosti banditů v sousedním prostoru... ...(kde) naopak, tato činnost má stoupající tendenci... Je jisté, že ke zničení partyzánských jednotek nedošlo a partyzánský oddíl Jana Žižky se po přeformování rozrostl na 1. čs. partyzánskou brigádu Jana Žižky rozdělenou do několika oddílů.
Kritice německého velení neušla ani spolupráce mezi německou armádou a policií. Gen. Windeck si stěžoval, že zatímco armáda udržovala uzávěru, policejní jednotky se již nacházely zpět na ubikacích, jeden den dokonce již v poledne. Policejní kritiku propustnosti uzávěry odmítl s tím, že policie těžko může posuzovat nedostatečnou hustotu uzávěry v noci, když policisté samotní v tu dobu spali. Policie si naproti tomu stěžovala na nedisciplinovanost příslušníků vojska, kteří stříleli po každé postavě včetně samotných policistů.